# Straßenbahn Fukuroi
| Streckenlänge: | 13,2 km          |                                  |                                  |
| Spurweite: | 762 mm / 1067 mm |                                  |                                  |
| Stromsystem: | 600 V =          |                                  |                                  |
| Zweigleisigkeit: | nein             |                                  |                                  |
| |                  |                                  |                                  |
| Gesellschaft: | Shizuoka Tetsudō |                                  |                                  |
| \| \| \| ↑ Sun’en-Linie \| \| \| \| \| ↔ Tōkaidō-Hauptlinie \| \| \| \| 0,0 \| Shin-Fukuroi (新袋井) \| Shin-Fukuroi (新袋井) \| \| \| 0,3 \| Miyamoto-chō (宮本町) \| Miyamoto-chō (宮本町) \| \| \| \| Haranoya-gawa \| \| \| \| 0,8 \| Fukuroi-chō (袋井町) \| Fukuroi-chō (袋井町) \| \| \| \| Okino-gawa \| \| \| \| 1,0 \| Eirakuchō (永楽町) \| Eirakuchō (永楽町) \| \| \| 2,0 \| Ikken’ya (一軒家) \| Ikken’ya (一軒家) \| \| \| 2,0 0,0* \| Kasuiguchi (可睡口) \| Kasuiguchi (可睡口) \| \| \| \| \| \| \| \| 1,1* \| Kasui (可睡) \| Kasui (可睡) \| \| \| 3,8 \| Hirau (平宇) \| Hirau (平宇) \| \| \| 4,8 \| Yamashina Gakkō-mae (山科学校前) \| Yamashina Gakkō-mae (山科学校前) \| \| \| 5,3 \| Shimo-Yamanashi (下山梨) \| Shimo-Yamanashi (下山梨) \| \| \| 5,9 \| Kanayashiki (金屋敷) \| Kanayashiki (金屋敷) \| \| \| 6,1 \| Yamanashi (山梨) \| Yamanashi (山梨) \| \| \| 6,6 \| Ichiba (市場) \| Ichiba (市場) \| \| \| 7,3 \| Takahirasan (高平山) \| Takahirasan (高平山) \| \| \| 8,1 \| Ten’ō (天王) \| Ten’ō (天王) \| \| \| 8,4 \| Nakaiida (中飯田) \| Nakaiida (中飯田) \| \| \| 9,0 \| Iida (飯田) \| Iida (飯田) \| \| \| 9,4 \| Kannonji (観音寺) \| Kannonji (観音寺) \| \| \| 10,4 \| Fukudenji (福田地) \| Fukudenji (福田地) \| \| \| 11,0 \| Towataguchi (戸綿口) \| Towataguchi (戸綿口) \| \| \| \| ↔ Tenryū-Hamanako-Linie \| \| \| \| 11,0 \| Morikawabashi (森川橋) \| Morikawabashi (森川橋) \| \| \| \| Ōta-gawa \| \| \| \| 12,1 \| Enshū-Morimachi (遠州森町) \| Enshū-Morimachi (遠州森町) \| |                  |                                  |                                  |
| Kopfbahnhof Streckenanfang und quer (Strecke außer Betrieb) · Strecke nach rechts (außer Betrieb) |                  | ↑ Sun’en-Linie                   | ↑ Sun’en-Linie                   |
| Bahnhof quer · Strecke quer |                  | ↔ Tōkaidō-Hauptlinie             | ↔ Tōkaidō-Hauptlinie             |
| U-Bahn-Kopfbahnhof Streckenanfang (Strecke außer Betrieb) | 0,0              | Shin-Fukuroi (新袋井)            | Shin-Fukuroi (新袋井)            |
| U-Bahn-Haltepunkt / Haltestelle (Strecke außer Betrieb) | 0,3              | Miyamoto-chō (宮本町)            | Miyamoto-chō (宮本町)            |
| U-Bahn-Brücke über Wasserlauf (Strecke außer Betrieb) |                  | Haranoya-gawa                    | Haranoya-gawa                    |
| U-Bahn-Haltepunkt / Haltestelle (Strecke außer Betrieb) | 0,8              | Fukuroi-chō (袋井町)             | Fukuroi-chō (袋井町)             |
| U-Bahn-Brücke über Wasserlauf (Strecke außer Betrieb) |                  | Okino-gawa                       | Okino-gawa                       |
| U-Bahn-Haltepunkt / Haltestelle (Strecke außer Betrieb) | 1,0              | Eirakuchō (永楽町)               | Eirakuchō (永楽町)               |
| U-Bahn-Haltepunkt / Haltestelle (Strecke außer Betrieb) | 2,0              | Ikken’ya (一軒家)                | Ikken’ya (一軒家)                |
| U-Bahn-Haltepunkt / Haltestelle (Strecke außer Betrieb) | 2,0 0,0*         | Kasuiguchi (可睡口)              | Kasuiguchi (可睡口)              |
| |                  |                                  |                                  |
| U-Bahn-Kopfbahnhof Streckenende (Strecke außer Betrieb) · U-Bahn-Strecke (außer Betrieb) | 1,1*             | Kasui (可睡)                     | Kasui (可睡)                     |
| U-Bahn-Haltepunkt / Haltestelle (Strecke außer Betrieb) | 3,8              | Hirau (平宇)                     | Hirau (平宇)                     |
| U-Bahn-Haltepunkt / Haltestelle (Strecke außer Betrieb) | 4,8              | Yamashina Gakkō-mae (山科学校前) | Yamashina Gakkō-mae (山科学校前) |
| U-Bahn-Haltepunkt / Haltestelle (Strecke außer Betrieb) | 5,3              | Shimo-Yamanashi (下山梨)         | Shimo-Yamanashi (下山梨)         |
| U-Bahn-Haltepunkt / Haltestelle (Strecke außer Betrieb) | 5,9              | Kanayashiki (金屋敷)             | Kanayashiki (金屋敷)             |
| U-Bahn-Haltepunkt / Haltestelle (Strecke außer Betrieb) | 6,1              | Yamanashi (山梨)                 | Yamanashi (山梨)                 |
| U-Bahn-Haltepunkt / Haltestelle (Strecke außer Betrieb) | 6,6              | Ichiba (市場)                    | Ichiba (市場)                    |
| U-Bahn-Haltepunkt / Haltestelle (Strecke außer Betrieb) | 7,3              | Takahirasan (高平山)             | Takahirasan (高平山)             |
| U-Bahn-Haltepunkt / Haltestelle (Strecke außer Betrieb) | 8,1              | Ten’ō (天王)                     | Ten’ō (天王)                     |
| U-Bahn-Haltepunkt / Haltestelle (Strecke außer Betrieb) | 8,4              | Nakaiida (中飯田)                | Nakaiida (中飯田)                |
| U-Bahn-Haltepunkt / Haltestelle (Strecke außer Betrieb) | 9,0              | Iida (飯田)                      | Iida (飯田)                      |
| U-Bahn-Haltepunkt / Haltestelle (Strecke außer Betrieb) | 9,4              | Kannonji (観音寺)                | Kannonji (観音寺)                |
| U-Bahn-Haltepunkt / Haltestelle (Strecke außer Betrieb) | 10,4             | Fukudenji (福田地)               | Fukudenji (福田地)               |
| U-Bahn-Haltepunkt / Haltestelle (Strecke außer Betrieb) | 11,0             | Towataguchi (戸綿口)             | Towataguchi (戸綿口)             |
| U-Bahn-Kreuzung mit Eisenbahn (Strecke geradeaus außer Betrieb) |                  | ↔ Tenryū-Hamanako-Linie          | ↔ Tenryū-Hamanako-Linie          |
| U-Bahn-Haltepunkt / Haltestelle (Strecke außer Betrieb) | 11,0             | Morikawabashi (森川橋)           | Morikawabashi (森川橋)           |
| U-Bahn-Brücke über Wasserlauf (Strecke außer Betrieb) |                  | Ōta-gawa                         | Ōta-gawa                         |
| U-Bahn-Kopfbahnhof Streckenende (Strecke außer Betrieb) | 12,1             | Enshū-Morimachi (遠州森町)       | Enshū-Morimachi (遠州森町)       |

Die Straßenbahn Fukuroi, auch Akiha-Linie (jap. 秋葉線, Akiha-sen) genannt, war eine Straßenbahnlinie in der japanischen Stadt Fukuroi (Präfektur Shizuoka). 1902 als Pferdebahn eröffnet, wurde sie 1925, zwei Jahre nach der Übernahme durch die Shizuoka Tetsudō, elektrifiziert. Der im Jahr 1962 stillgelegte Betrieb umfasste eine 12,1 km lange Hauptstrecke in Süd-Nord-Richtung durch das Stadtzentrum und eine 1,1 km lange Zweigstrecke.

## Geschichte
1902 gründete sich die lokale Bahngesellschaft Akiha Basha Tetsudō (秋葉馬車鉄道). Diese eröffnete am 28. Dezember desselben Jahres eine Pferdebahnlinie vom Bahnhof Fukuroi an der Tōkaidō-Hauptlinie nach Enshū-Morimachi. Die Spurweite der Strecke betrug zu Beginn 762 mm. Neben Personen transportierte die Pferdebahn auch landwirtschaftliche Güter wie Teeblätter und Früchte aus den Dörfern des Landkreises Shūchi.
Am 28. Dezember 1911 erfolgte die Eröffnung der Zweigstrecke nach Kasui. Somit konnten Besucher und Pilger direkt zum Kasui-sai gelangen, einem bedeutenden buddhistischen Tempel der Sōtō-shū-Schule. Aufgrund des Wirtschaftsbooms während des Ersten Weltkriegs stieß die Pferdebahn an ihre Kapazitätsgrenzen und die Bahngesellschaft plante ihre Elektrifizierung. Infolge der Nachkriegsrezession fehlten jedoch die finanziellen Mittel dafür, weshalb die Akina Basha Tetsudō am 12. März 1923 durch die Shizuoka Tetsudō (Shizutetsu) übernommen wurde.
Die neue Besitzerin nahm 1925 eine Umspurung auf 1067 mm (Kapspur) vor und führte am 25. Dezember 1926 den elektrischen Betrieb ein. Das Tōnankai-Erdbeben am 7. Dezember 1944 richtete schwere Schäden an. Der Betrieb auf der Kasui-Zweigstrecke ruhte daraufhin und wurde am 31. Januar 1945 formell stillgelegt. Nach Kriegsende verzeichnete die Straßenbahn ihre höchsten Nutzerzahlen, die jedoch in den 1950er Jahren als Folge der Massenmotorisierung stark sanken. Schließlich legte die Shizutetsu die Hauptstrecke am 20. September 1962 ebenfalls still und ersetzte sie durch eine Buslinie.